# 来住村
来住村（きしむら）は、兵庫県加東郡にあった村。現在の小野市の南西端、加古川の右岸にあたる。

## 地理
- 山岳：紅山、惣山、安場山
- 河川：加古川、前谷川、万願寺川

## 歴史
- 1889年（明治22年）4月1日 - 町村制の施行により、西脇村・阿形村・福甸村・来住村・下来住村・黍田村の区域をもって発足。
- 1954年（昭和29年）12月1日 - 小野町・河合村・市場村・大部村・下東条村と合併して小野市が発足。同日来住村廃止。

## 交通

### 鉄道路線
- 日本国有鉄道
  - 加古川線
    - 市場駅 - 小野町駅